# 和知バスストップ
和知バスストップ（わちバスストップ）は、広島県三次市和知町の中国自動車道上にあるバス停。

## 停車する路線
| のりば | 愛称                 | 運行会社              | 行先（備考）                                                                                |
| ------ | -------------------- | --------------------- | ------------------------------------------------------------------------------------------- |
| 下り線 | 三次・庄原・東城線   | 広島電鉄 備北交通     | 三次駅・中筋駅・新白島駅・広島BC・広島駅新幹線口                                            |
| 下り線 | 三次・庄原・東城線   | 広島電鉄 備北交通     | 三次駅・大塚駅・広島BC・広島駅新幹線口 （庄原 - 千代田 - 広島間ノンストップの便を除き停車） |
| 上り線 | 三次・庄原・東城線   | 広島電鉄 備北交通     | 庄原駅・東城駅 （広島 - 千代田 - 庄原間ノンストップの便を除き停車）                         |
| 運休中 | 大阪 - 新見・三次線  | 阪急バス 阪急観光バス | 新大阪駅・阪急梅田 （庄原IC〜津山北間では降車できない）                                     |
| 運休中 | みよしワインライナー | 中国バス              | 新大阪駅 （庄原IC〜津山北間では降車できない）                                               |

### バス停へのアクセス
- 備北交通 尾引坂バス停（国道183号）当バス停のすぐ東側で中国道と国道183号が交差する地点の庄原寄りにある。

## 隣
E2A 中国自動車道
(21)庄原IC/BS - (SA)七塚原SA - (BS)和知BS - (21-1)三次東JCT/IC - (22)三次IC/BS